# Ernst Jaakson
Ernst Jaakson, né le 11 août 1905 à Riga et mort le 4 septembre 1998 à New York, est un diplomate estonien.

## Biographie
Il a notamment été consul général aux États-Unis de 1965 à 1991, soit pendant un temps en pleine guerre froide (les États-Unis ne reconnaissaient pas la légalité de l'annexion de l'Estonie et de la Lettonie par l'URSS) puis représentant de son pays à l'Organisation des Nations unies.
Il a assuré son service diplomatique ininterrompu pendant 69 ans.